# Эмаль
Эмаль — тонкое стекловидное покрытие на поверхности металла, получаемое высокотемпературной обработкой. В зависимости от контекста термин может иметь разные значения:
- Художественная эмаль — вид декоративно-прикладного искусства, заключающийся в нанесении особого цветного стекловидного покрытия на основу, чаще всего металлическую.
- В художественной керамике эмалями иногда называют непрозрачные (глухие), обычно белые, блестящие глазури за их свойство перекрывать цвет керамического черепка.
- В переносном смысле эмалями нередко называют практически все стекловидные покрытия по металлам, используемые в бытовых целях (эмалированная посуда, ванна и т. д.).

## История

### Древний мир
Художественная эмаль — древний вид искусства, известный человечеству по меньшей мере с бронзового века. Родиной эмальерного искусства принято считать Древний Египет. Первые примеры вставок в выемки известны со времен 5-й династии (середина II тыс. до н. э.) — фигурные изображения, письменные знаки и орнаменты выполнялись на золоте в виде углублений и затем заполнялись драгоценными камнями и смальтой. Данная технология является переходной ступенью к появлению перегородчатой и выемчатой эмали.
Позднее появились стеклянные пластинки и порошок цветного стекла, крепившиеся к основе с помощью клея. Тем не менее, египетская технология, хотя и максимально приближена к эмальерному делу по внешнему виду, все же по исполнению ближе к обычной инкрустации. До нас дошло большое количество египетских украшений, выполненных в данной технике. Прежде всего это украшения из золота — браслеты, серьги, ожерелья, амулеты, предметы роскоши (например, сосуды или мебель).

## Технология и состав

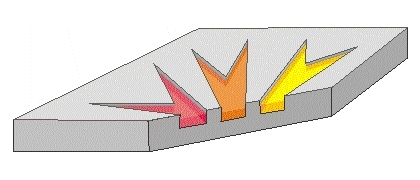
Выемчатая эмаль

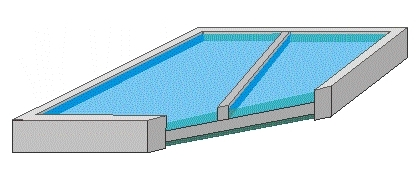
Перегородчатая эмаль

Эмаль представляет собой стекловидный порошок, получаемый измельчением стекловидных пластин до необходимой фракции. Эмаль по одному из старинных рецептов приготавливается из одной части кварцевого песка, одной части борной кислоты и двух частей свинцового сурика. Для придания цвета добавляются пигменты: окись кобальта (синий-чёрный), окиси кадмия (красный), окиси меди (зелёный).
Современные эмали состоят из диоксида кремния, борного ангидрида, окиси титана, окиси алюминия, оксидов щелочных и щёлочноземельных металлов, цинка, свинца, различных фторидов. 
Измельченная в порошок эмаль смачивается водой до нужной консистенции и наносится в ячейки. Работа обжигается в печи или производится локальный обжиг эмали в каждой ячейке посредством газовой или бензиновой горелки. Разные виды и цвета эмали требуют и разную температуру обжига, которая колеблется в диапазоне от 700 до 900 градусов по Цельсию. После обжига, порошок эмали сплавляется в цветной стекловидный слой, в зависимости от типа эмали: прозрачный, или так называемый «глухой» — цветной непрозрачный слой эмали. Во время обжига эмалевый слой подвергается усадке, будучи насыпан до обжига по верхний край перегородки, он «опускается», становится ниже перегородки. Для полного заполнения ячейки требуется неоднократный обжиг и пополнение обжигаемой эмали в ячейке. В зависимости от сложности композиции и задач, стоящих перед мастером, работа подвергается от пяти до ста обжигам. Мастер не имеет возможности вмешиваться во взаимодействие эмали и высокой температуры, он может лишь основываясь на опыте и интуиции регулировать время и температуру обжига. Именно это и формирует уникальность каждого произведения из эмали. В последние десятилетия XX века техника горячей эмали вышла за рамки традиционного круга своего применения. Горячая эмаль сочетает в себе много различных техник и способов обработки, как металла, так и самой эмали, дающих возможность разнообразных решений, как декоративных, так и сложно-живописных.

## Виды эмалей

### По технологии
|  | Выемчатая эмаль                                                        | Относительно простая техника: на пластине-основе гравируется, чеканится или выпиливаются углубления, которые потом заполняют эмалью разных цветов. В производстве бижутерии используются штампованные заготовки или заготовки, изготовленные литьем. |
|  | Рельефная эмаль, или прозрачная эмаль (другое название — basse-taille) | Разновидность выемчатой эмали. В этой технике рисунок глубоко гравировался на металлической основе и был виден сквозь прозрачную эмаль, так что, варьируя глубину гравировки, можно было с особой выразительностью передать, например, складки на одежде изображенной фигуры. Свет падал сквозь эмаль на золотую или серебряную основу, и эмаль сверкала ослепительным блеском. Эта техника появилась в XIII веке в Италии, а потом распространилась в Испании, Германии, Франции и Англии. |
|  | Перегородчатая эмаль                                                   | Сложная эмальерная техника, не поддающаяся механизации. Для её создания на тонкой металлической пластине-основе из меди, золота, реже серебра, мельхиора или высококачественной стали, процарапывают, гравируют или прорезают насквозь контур-эскиз будущего изображения. Далее по этому контуру напаивают металлические полоски-перегородки «на торец». Толщина подобных полосок зависит от задумки автора, но редко превышает 1 миллиметр. Полоски создают как замкнутые, так и открытые ячейки различных форм и размеров. Каждую ячейку заполняют эмалью до верхнего края перегородок и производят обжиг. После этого эмаль шлифуется и окончательно отполировывается таким образом, чтобы эмаль и верх перегородок находились в одной плоскости. Полное, без углублений, заполнение эмалью ячеек и является отличительным признаком перегородчатых эмалей. |
|  | Витражная эмаль (другое название — plique-à-jour)                      | Разновидность перегородчатой эмали, но без металлической основы. Своё название эта техника получила из-за сходства с витражами из стекла, так как насквозь просвечивающая цветная эмаль, находящаяся в гнёздах металлических перегородок, напоминает цветное витражное стекло в обрамлении металла. В данной технике эмалью заполняют ажурный орнамент металлической формы (каркаса), полученный или выпиливанием в металле, или путём монтирования и пайки из сканой (скрученной) проволоки. Металлический каркас для витражной эмали делают из золота, серебра или меди. Промежутки между перегородками заполняют цветной прозрачной эмалью. В производстве витражной эмали обжиг изделия производится каждый раз после нанесения очередного слоя эмали. |
|  | Гильош                                                                 | Guilloché с французского — повторяемый узор волнистых линий. В ювелирном искусстве понимается как возможность станковой гравировки по благородным металлам, с целью нанесения геометрического узора с оптическим эффектом. Линии наносятся с помощью специальной насадки гильоше, под которой станок медленно вращая заготовку гравирует рисунок. Накладывая друг на друга граверную сеть, получают комбинированный сложный орнамент. У достигшего вершины гильоширного дела Фаберже, было порядка 360-ти вариаций орнаментов. |
|  | Стемалит                                                               | Стекло, декорированное эмалью, а затем обожжённое до фьюзинга. Может быть ярких и стойких цветов, а также быть прозрачным, полупрозрачным или непрозрачным. Как правило, нужные цвета появляются только тогда, когда предмет обожжён, что увеличивает сложность изготовления художником. По виду напоминает эмаль, нанесённую на металлическую поверхность, но выполняется на стеклянной поверхности. Техника также близка к «эмалированному» надглазурному декорированию керамики, особенно фарфора, и считается, что, возможно, техника перешла от металла к стеклу (вероятно, в исламском мире), а затем в эпоху Возрождения от стекла к керамике (возможно, в Богемии или Германии). |
|  | Расписная эмаль                                                        | Данный вид эмали имеет много общего с живописью. На пластину-основу наносится защитный слой эмали, по которому производится роспись жаропрочными красками. Защитным слоем служит фондон — бесцветная прозрачная эмаль, образующая блестящее покрытие на изображении после обжига. |
|  | Эмалированная посуда                                                   | Металлическая, чаще всего стальная посуда, покрытая эмалью, отличается прочностью и долговечностью, выдерживает высокие температуры и многократное мытье. Эмалевое покрытие устойчиво к истиранию, ржавчине, оно не вступает во взаимодействие с пищей, тем самым надежно защищая её. Как следствие в эмалированной посуде можно не только готовить, но и хранить пищу. Эмалевое покрытие представляет собой стеклокерамику с добавлением экологически безопасных красящих веществ, которое наносится на стальную основу и обжигается в специальных печах при температуре 800—850 °C. |

### По стилю
|  | Византийские эмали                              | Византийцы в основном использовали технологию перегородчатой эмали. Техника эмали нашла в Византии себе обширное применение при изготовлении не только драгоценной церковной утвари — потиров, других священных сосудов, дарохранительниц, ковчежцев для мощей, окладов на богослужебные книги, небольших икон, крестов и прочего, — но и различных ювелирных изделий светского характера (известно о столовой посуде императора Юстиниана с эмалевыми изображениями его побед). В Византии эмали употреблялись почти исключительно для украшения золотых вещей. |
|  | Китайские эмали                                 | В Китай перегородчатая эмаль, вероятно, пришла из Персии к началу Минской династии (1368—1643). В этой технике изготовлялись вазы, блюда, декоративные панно, а также культовые сосуды. С всё более широким распространением употребления нюхательного табака во второй половине 18 века, в период правления императора Цяньлун перегородчатой эмалью украшались табачные флаконы, однако их производство не носило массового характера ввиду технической сложности при изготовлении маленьких объектов. |
|  | Лиможская эмаль                                 | Разновидность художественных изделий, создававшихся в центральных областях Франции, главным образом в городе Лиможе, исторической провинции Лимузен в эпоху Средневековья и Французского Ренессанса, в XII—XVI веках. В основном лиможские мастера работали в технике выемчатой эмали по меди. Большая часть дошедших до нас образцов лиможской эмали (однако не все) относятся к церковной сфере: реликварии, распятия, миниатюрные алтари, дароносицы, потиры, пиксиды, кадильницы и т. д. |
|  | Минаи (от перс. минб — эмаль, минаи — эмалевый) | Тип средневековой иранской художественной керамики из высококачественной высококремнеземистой светлой массы с полихромной росписью легкоплавкими эмалями поверх обожженной кремовой, бирюзовой, редко ультрамариновой глазури. Расцвет производства керамики минаи приходится на XII—XIII века. Роспись минаи имеет все художественные особенности миниатюрной живописи; стилистически в основном близка к багдадской школе миниатюры. |
|  | Финифть                                         | Русская разновидность художественной эмали, оформившаяся в отдельный стиль в XVII веке. Основой чаще всего выступает медь. Отличительной чертой стиля является использование белого фона. В XVIII веке русская финифть стала известна за пределами страны, искусство развивалось, миниатюры на эмали ценились наравне с драгоценными камнями. Промысел процветал в Нижнем Новгороде, Костроме и Угличе. |
|  | Японские эмали                                  | В Японии техника перегородчатой эмали была известна ещё в период Эдо, однако её взлёт наступил уже в эпоху Мэйдзи с открытием страны для внешнего мира. В 70-х годах XIX века японская перегородчатая эмаль ещё выполнялась в китайском стиле, но уже в 80-х годах японские мастера развили оригинальный национальный стиль, эстетика которого резко отличалась от китайской. Выдающуюся роль в технологическом развитии японской перегородчатой эмали сыграл немецкий химик Готфрид Вагенер (1831—1892). Эпоха высшего расцвета искусства японской перегородчатой эмали длилась всего около 40 лет (1880—1920), но в это время были созданы непревзойдённые шедевры. Его выдающимися представителями были Намикава Ясуюки (1845—1927), Хаяси Кодэндзи (1831—1915), Намикава Сосукэ (1847—1910), Кавадэ Сибатаро (1856—1921) и Гонда Хиросукэ (1865—1937). |

## Применение
Художественная эмаль широко применяется в декоративно-прикладном искусстве при изготовлении ювелирных украшений, предметов роскоши и культовых предметов. 
Технические эмалевые покрытия используются в производстве, например, там где необходимо добиться долговременной химической стойкости покрытия — трубы, химические реакторы и т. д. Также эмалевые покрытия широко используются в быту — это посуда, покрытие ванн, таблички, указатели и т. д. 